# 中山正敏
中山正敏（1913年—1987年），日本山口縣人，昭和時代著名空手道家，對松濤館流有著重要的影響力。

## 生平
中山正敏家中先祖為劍道師範，祖父是外科醫生，從小父母希望他能夠習醫。但在1932年，他為了學習空手道，違反父親的意思，進入拓殖大學中文系，並跟隨船越義珍學習松濤館流空手道。
二次大戰爆發後，中山政敏在1937年跟隨日本軍隊到中國，擔任翻譯，期間也曾經到過台灣。1946年，日本投降後，中山正敏回到日本。
1949年，他與船越義珍一起成立日本空手協會（JKA），以推廣空手道。1958年，成為日本空手協會首席師範，並將空手道推廣到全世界。
1987年，因病過世，享年74歲。